# Programa REDD

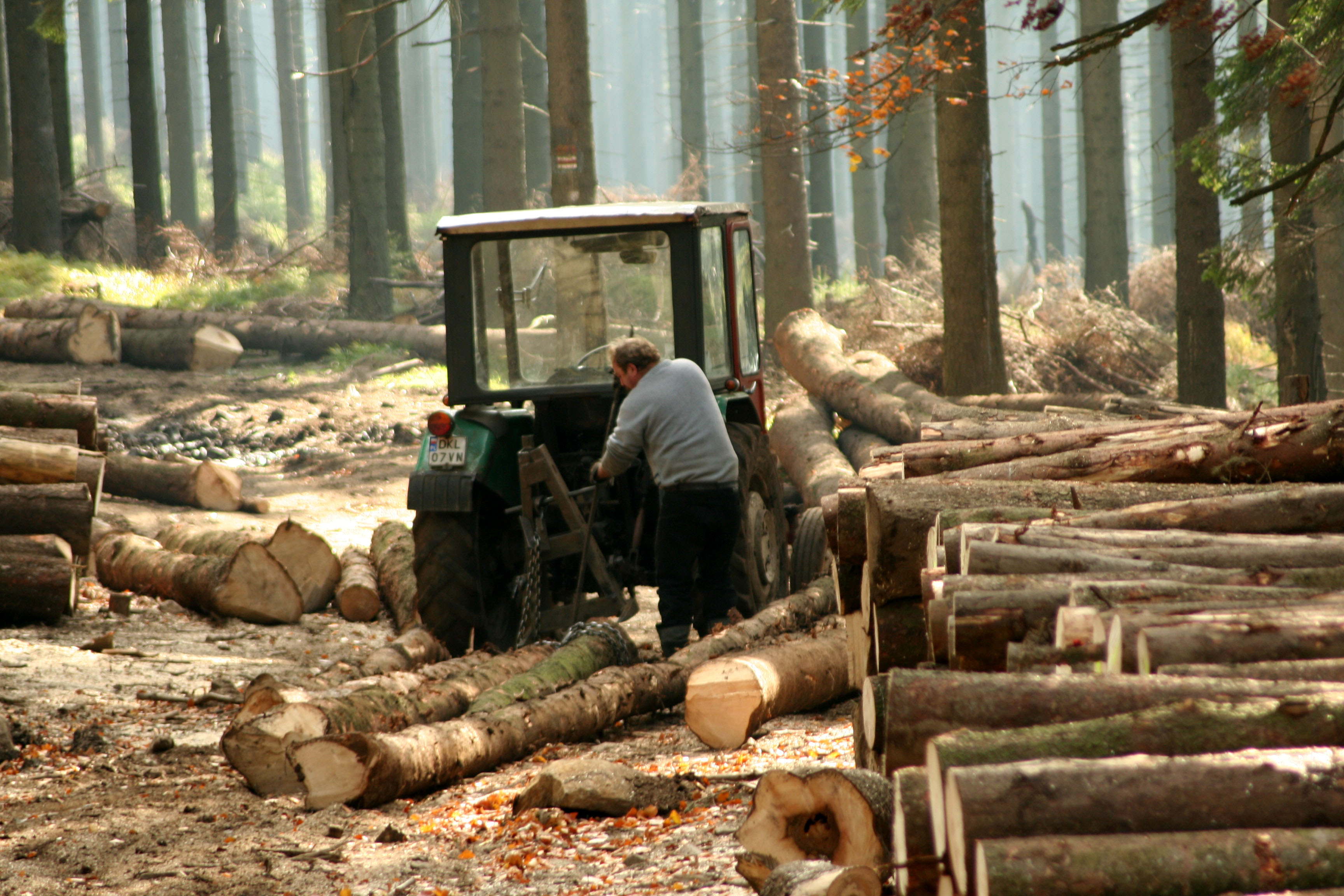
Árboles talados.

El Programa de las Naciones Unidas para la Reducción de Emisiones causadas por la Deforestación y la Degradación de los Bosques (Programa UN-Programa de las Naciones Unidas, por sus siglas en inglés) fue presentado en septiembre de 2008 por la ONU y el Gobierno de Noruega.
El programa promueve una participación consciente y significativa de los actores involucrados en los procesos REDD+  sobre todo las comunidades indígenas y otras comunidades que dependen de los bosques. 
La Organización de las Naciones Unidas para la Alimentación y la Agricultura (FAO) es el principal socio que se ocupa de acompañar a los países en las acciones de medición, verificación y notificación de la emisión de gases de efecto invernadero.

## Programa
Según los datos expuestos en la presentación del programa, se calcula que aproximadamente un 20% del total de las emisiones de gases de efecto invernadero son producidas por la tala de los bosques para su conversión en tierras de cultivo. El objetivo de este programa es combatir estas emisiones mediante el desarrollo de actividades de gestión sostenible de los bosques, poniendo en valor, además de los recursos madereros, los otros bienes y servicios que pueden aportar los bosques a las regiones donde se encuentran y a sus países, centrándose en las comunidades y en los usuarios de los bosques.
La iniciativa fue acogida por diversos países como Bolivia, Paraguay y Panamá.
El Programa Programa de las Naciones Unidas está siendo desarrollado y gestionado a través de tres organismos de la ONU:
- la FAO (Organización de las Naciones Unidas para la Agricultura y la Alimentación),
- el PNUD (Programa de las Naciones Unidas para el Desarrollo) y
- el PNUMA (Programa de las Naciones Unidas para el Medio Ambiente).

Estos organismos son los encargados de la gestión de las ayudas económicas destinadas a los participantes. 
En el marco de este programa, la FAO brinda ayuda a los países participantes promoviendo la creación de inventarios forestales de usos múltiples. Asimismo, apoya la aplicación de políticas y líneas de acción que son consideradas como valiosas para Programa de las Naciones Unidas por los países, asiste con evaluaciones que permiten tomar decisiones a los estados y facilita los intercambios sur-sur y la generación de conocimiento.